# مشهد آل طباطبا
مشهد طباطبا يقع في مقبرة الإمام الشافعي، و يوجد مشهد طباطبا على بعد(500متر) إلى الغرب من مسجد الإمام الشافعي وعلى بعد (230 مترا) من شمال عين الصيرة، ينسب هذا المشهد إلى إبراهيم طباطبا بن إسماعيل الديباج بن إبراهيم الغمر بن الحسن المثنى بن الحسن السبط بن علي بن أبي طالب.

## وصفه
المشهد عبارة عن مستطيل غير منتظم يبلغ طوله 30 × 20 عرضا، وفي نهايته الجنوبية يوجد قبتان، وفي الجزء الشمالي الشرقي من سور المشهد يوجد المدخل، وإلى يساره يوجد مبنى حديث عبارة عن حجرة مربعة يغطيها قبة، وبهذه الحجرة يوجد بئر يغذى المشهد بالمياه. ويتصل بجدار حجرة البئر مبنى مستطيل مقسم إلى ست حجرات صغيرة بعضها مربع والآخر مستطيل وقد اختلفت تغطية هذه الغرف باختلاف أحجامها فالغرف المربعة مغطاة بالأقباء المتقاطعة والقباب، أما الحجرات المستطيلة فمغطاة بالأقباء. وبهذه الغرف الست يوجد مقابر عائلة طباطبا. وتتصل بمكان الصلاة بباب في الجهة الغربية.
أما مكان الصلاة فيتكون من مربع يبلغ طوله 18 متر تقريبا مبنى من الآجر وفي الجدار الشرقي يوجد المحراب. ويقسم المربع إلى ثلاثة أروقة صفان من الدعائم المتعامدة بأركانها أربعة عمد ملتصقة. ويغطى كل المسجد تسع قباب بكل رواق ثلاث منها. ويشبه هذا المشهد في تصميمه مشهد السبعة وسبعين ولى بأسوان وكذا مئذنة بلال بالقرب من السد العالى.